# وینسنت کرافت
وینسنت کرافت (انگلیسی: Vincent Kraft؛ زاده‌ی ۱۸۸۸) یک جاسوس دوجانبه اهل آلمان بود، که در طول جنگ جهانی اول در آسیای جنوب شرقی به‌جاسوسی می‌پرداخت.